# 紐黑文 (密歇根州)
紐黑文（英語：New Haven）是位於美國密歇根州馬科姆縣萊諾克斯鎮區的一個村。

## 人口
根據2020年美國人口普查的數據，紐黑文的面積為6.55平方千米，當中陸地面積為6.55平方千米，而水域面積為0.00平方千米。當地共有人口6097人，而人口密度為每平方千米930人。